# Gypsophila baytopiorum
Gypsophila baytopiorum là loài thực vật có hoa thuộc họ Cẩm chướng. Loài này được Kit Tan mô tả khoa học đầu tiên năm 1983.